# Xã Norway, Quận Winnebago, Iowa
Xã Norway (tiếng Anh: Norway Township) là một xã thuộc quận Winnebago, tiểu bang Iowa, Hoa Kỳ. Năm 2010, dân số của xã này là 310 người.